# Sojusz (Szwecja)

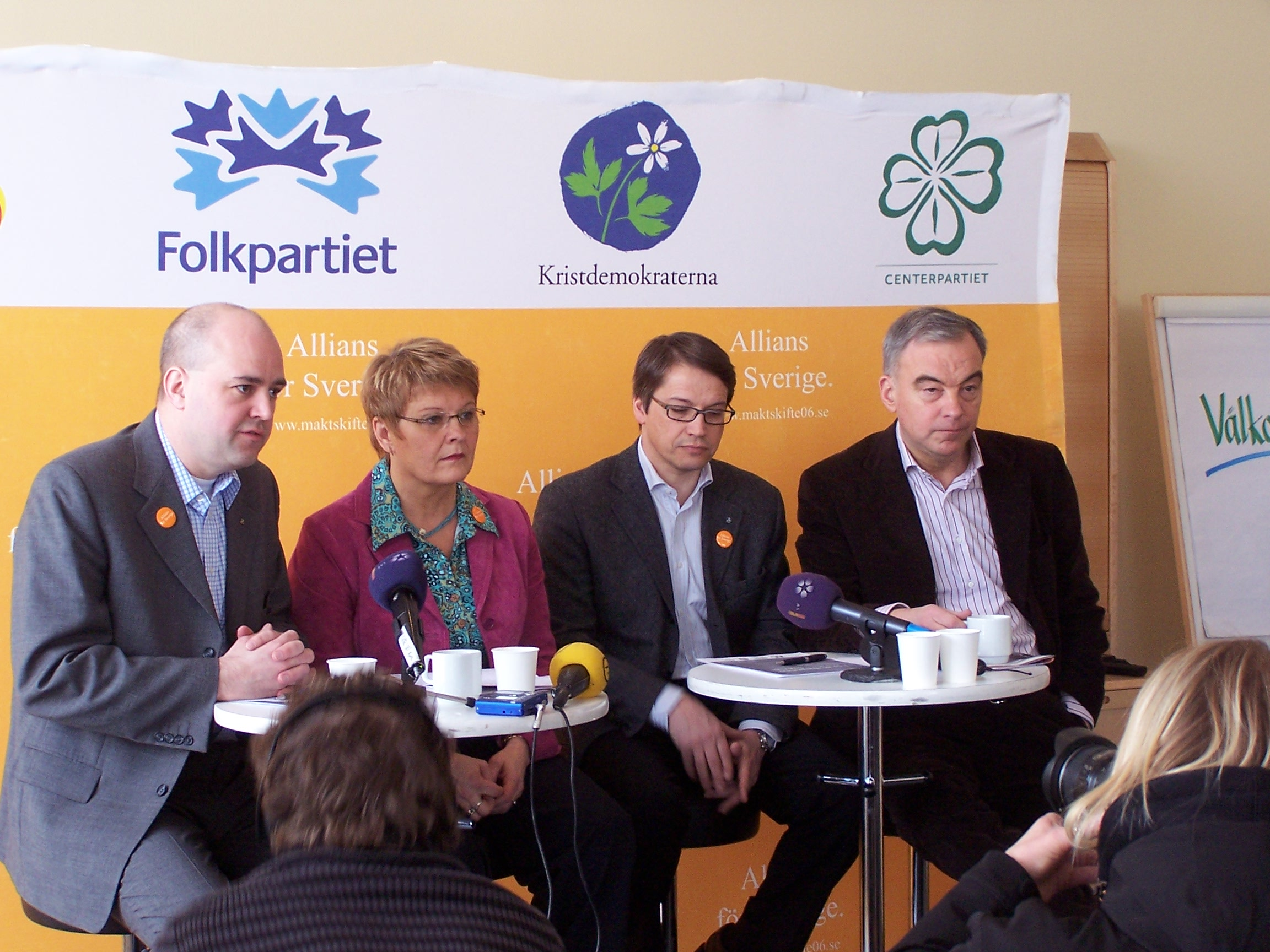
Liderzy Sojuszu w 2006. Od lewej: Fredrik Reinfeldt, Maud Olofsson, Göran Hägglund, Lars Leijonborg

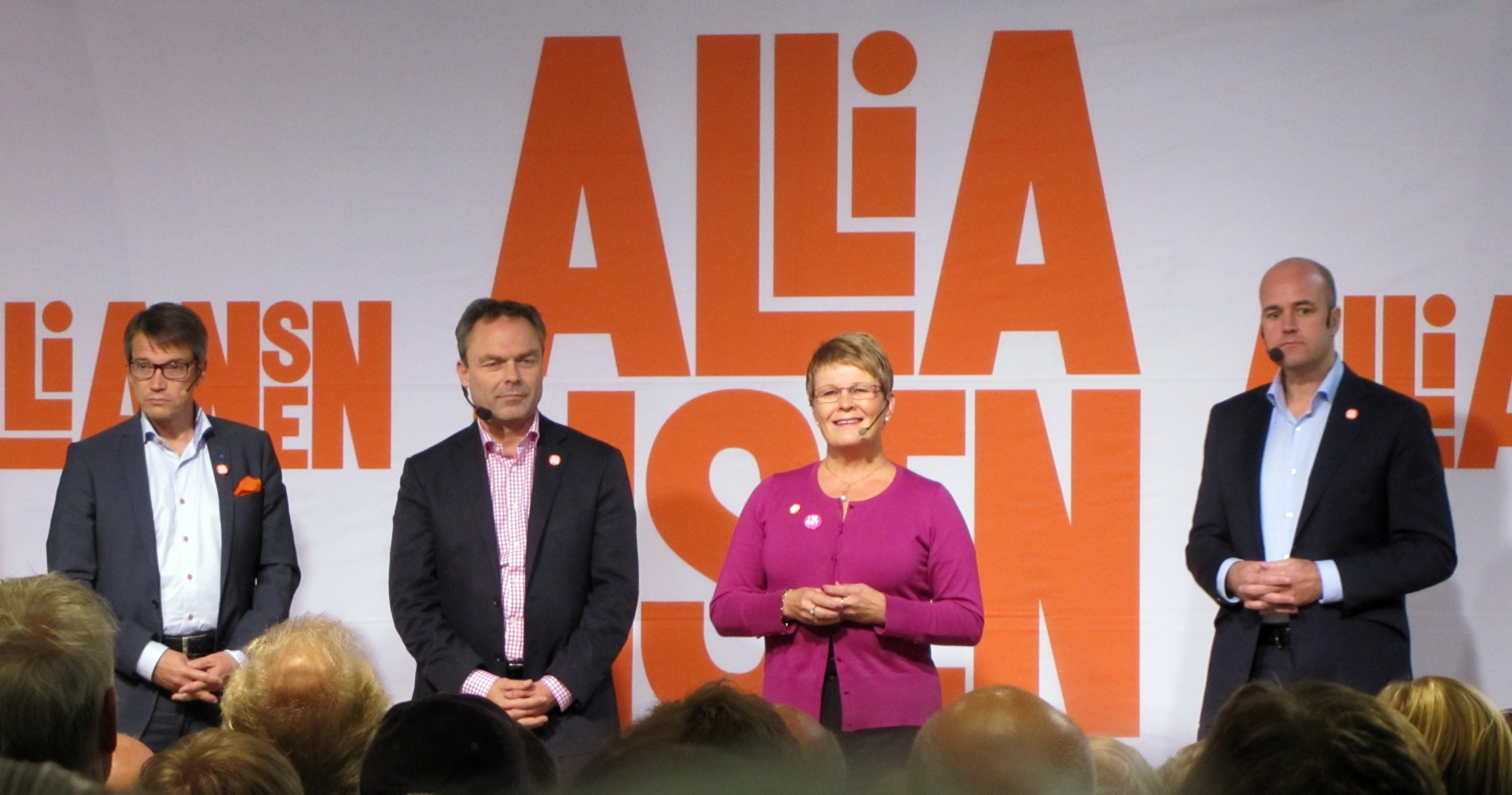
Liderzy Sojuszu w 2010. Od lewej: Göran Hägglund, Jan Björklund, Maud Olofsson, Fredrik Reinfeldt

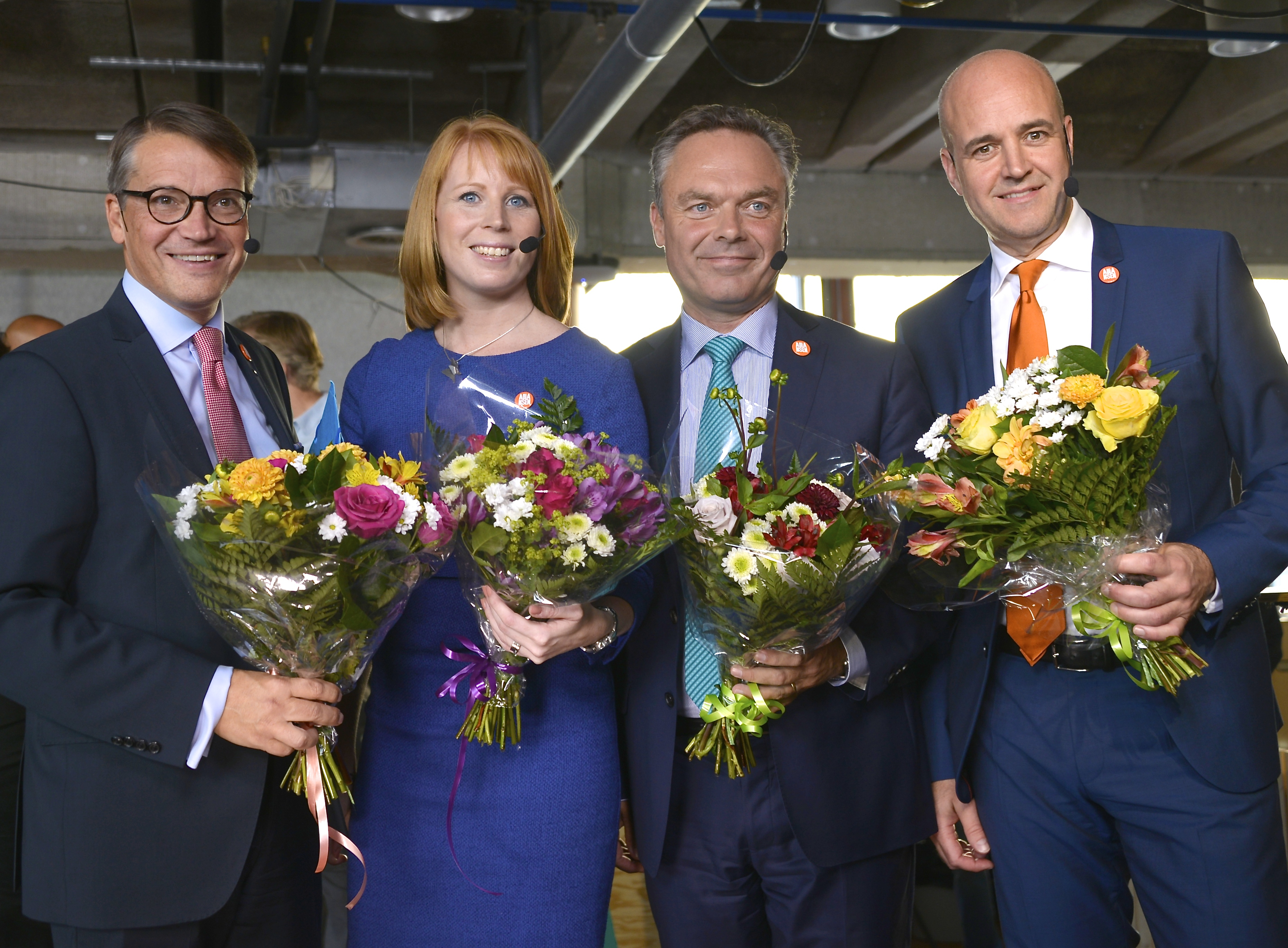
Liderzy Sojuszu w 2014. Od lewej: Göran Hägglund, Annie Lööf, Jan Björklund, Fredrik Reinfeldt

Sojusz (szw. Alliansen) – centroprawicowa koalicja czterech szwedzkich partii politycznych, początkowo działająca pod nazwą Sojusz dla Szwecji (szw. Allians för Sverige).

## Skład koalicji
- Umiarkowana Partia Koalicyjna (lider: Ulf Kristersson, w latach 2015–2017 Anna Kinberg Batra, do 2015 Fredrik Reinfeldt), partia liberalno-konserwatywna
- Liberałowie (do 2015 pod nazwą Ludowa Partia Liberałów, lider: Jan Björklund, do 2007 Lars Leijonborg), partia socjalliberalna
- Partia Centrum (lider: Annie Lööf, do 2011 Maud Olofsson), partia centrowa wywodząca się z nurtu agrarnego
- Chrześcijańscy Demokraci (lider Ebba Busch Thor, do 2015 Göran Hägglund), partia chadecka

## Historia
Powstanie Sojuszu wiązało się z dążeniami do przełamania dominacji Szwedzkiej Socjaldemokratycznej Partii Robotniczej, rządzącej z paroma krótkimi przerwani (w 1936, od 1976 do 1982 i od 1991 do 1994) od 1932. W 2004 doszło do spotkania liderów czterech opozycyjnych ugrupowań w domu przewodniczącej Partii Centrum Maud Olofsson. Rezultatem prowadzonych rozmów stała się deklaracja z 31 sierpnia 2004, w której ustalono zasady ścisłej współpracy czterech ugrupowań i określono ramy programowe. Dokładnie rok później potwierdzono ten układ w nowym dokumencie programowym.
Sojusz zwyciężył w wyborach parlamentarnych przeprowadzonych 17 września 2006. W 349-osobowym Riksdagu koalicja zdobyła 178 mandatów. Wygrana pozwoliła utworzyć koalicyjny rząd, na czele którego stanął lider Umiarkowanej Partii Koalicyjnej Fredrik Reinfeldt. Nowy gabinet odszedł w znacznej mierze od dotychczasowej polityki państwa socjalnego, m.in. przeprowadził reformę prowadzącą do obniżenia podatków. Zniesiono również obowiązkową służbę wojskową.
Cztery partie zdecydowały się kontynuować współpracę pod szyldem Sojuszu również w wyborach w 2010. Głosowanie z 19 września 2010 przyniosło blokowi zwycięstwo, jednak przekroczenie progu wyborczego przez Szwedzkich Demokratów spowodowało, iż do uzyskania bezwzględnej większości w parlamencie koalicji zabrakło dwóch mandatów. Fredrikowi Reinfeldtowi udało się jednak pozostać pracę na stanowisku premiera.
Sojusz współpracował również w następnych wyborach w 2014, w których przegrał jednak z koalicją czerwono-zieloną, w związku z czym przeszedł do opozycji. Blok został odnowiony także na potrzeby wyborów w 2018. Wynik tych wyborów doprowadził do pata w szwedzkim parlamencie i długotrwałych negocjacji koalicyjnych. Ostatecznie liberałowie i centryści, deklarując chęć niedopuszczenia do uzyskania wpływów przez Szwedzkich Demokratów, zdecydowali się umożliwić ponowny wybór socjaldemokraty Stefana Löfvena na premiera. Spotkało się to z krytyką ze strony liderów pozostałych dwóch ugrupowań, prowadząc do faktycznego rozwiązania koalicji w styczniu 2019.

## Wyniki w wyborach
| Partia                        | Wybory 2018 | Wybory 2018 | Wybory 2014 | Wybory 2014 | Wybory 2010 | Wybory 2010 | Wybory 2006 | Wybory 2006 |
| Partia                        | %           | Mandaty     | %           | Mandaty     | %           | Mandaty     | %           | Mandaty     |
| ----------------------------- | ----------- | ----------- | ----------- | ----------- | ----------- | ----------- | ----------- | ----------- |
| Umiarkowana Partia Koalicyjna | 19,8        | 70          | 23,2        | 84          | 30,1%       | 107         | 26,2%       | 97          |
| Partia Centrum                | 8,6         | 31          | 6,1         | 22          | 6,6%        | 22          | 7,9%        | 29          |
| Chrześcijańscy Demokraci      | 6,3         | 22          | 4,6         | 16          | 5,6%        | 19          | 6,6%        | 24          |
| Liberałowie                   | 5,5         | 20          | 5,4         | 19          | 7,1%        | 24          | 7,5%        | 28          |
| Razem                         | 143/349     | 143/349     | 141/349     | 141/349     | 173/349     | 173/349     | 178/349     | 178/349     |

Źródła: